# Nome in codice: Imperatore
Nome in codice: Imperatore (Código Emperador) è un film del 2022 diretto da Jorge Coira.

## Trama
Juan si sta occupando di un traffico d'armi che coinvolge marito e moglie di una famiglia della città. Per ottenere informazioni intreccerà una relazione con la domestica filippina. Nel contempo dovrà occuparsi anche di un politico e dei suoi affari sporchi e della figlia di un attore famoso.

## Distribuzione
Il film è stato distribuito sulla piattaforma Netflix a partire dal 12 agosto 2022.  